# اقتصاديات التعليم

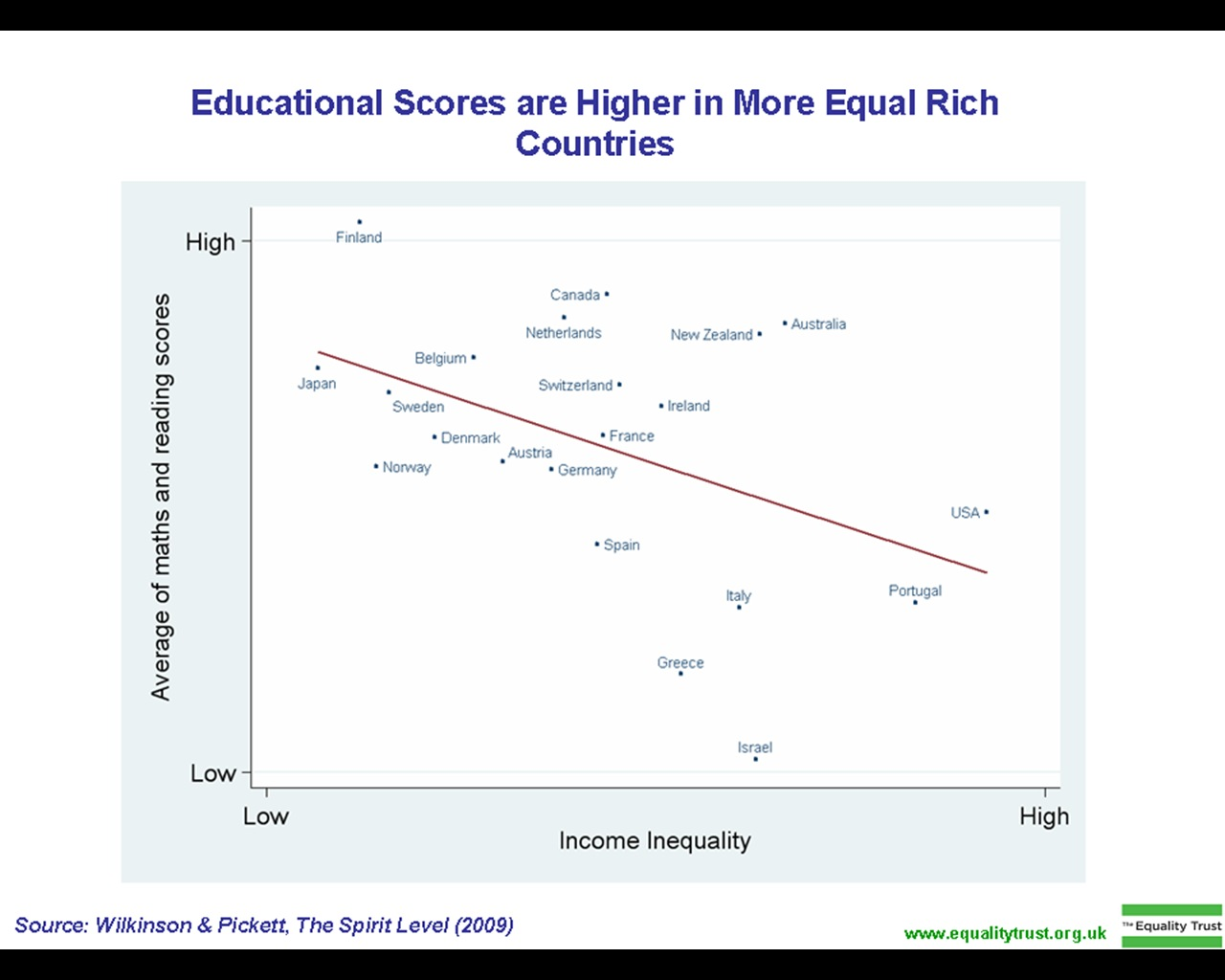

اقتصاديات التعليم أو اقتصاد التعليم هي دراسة القضايا الاقتصادية المتعلقة بالتعليم، بما في ذلك الطلب على التعليم، وتمويل التعليم وتوفيره، والكفاءة النسبية لمختلف البرامج والسياسات التعليمية. منذ بداية العمل على العلاقة بين التعليم ونتائج سوق العمل بالنسبة للأفراد، نما مجال اقتصاديات التعليم بسرعة ليغطي عمليًا جميع المجالات ذات الصلة بالتعليم.

## استثمار التعليم
يميِّز الاقتصاد -إلى جانب رأس المال المادي- شكلًا آخر من أشكال رأس المال لا يقل أهمية عن كونه وسيلة للإنتاج وهو رأس المال البشري. باستثمارات في رأس المال البشري، مثل التعليم، يمكن توقع ثلاثة آثار اقتصادية رئيسة:
- زيادة النفقات، إذ يتطلب تراكم رأس المال البشري استثمارات مثل ما يتطلب رأس المال المادي.
- زيادة الإنتاجية مع اكتساب الأشخاص لخصائص تمكنهم من إنتاج المزيد من الناتج.
- عائد الاستثمار في هيئة دخل مالي أعلى.

### تكاليف الاستثمار
تستلزم استثمارات في رأس المال البشري تكاليف استثمارية، تمامًا مثلما يستلزم أي استثمار. عادةً ما تتمثل معظم نفقات التعليم في الاستهلاك الحكومي في البلدان الأوروبية، على الرغم من أن بعض التكاليف يتحملها الأفراد أيضًا. قد تكون هذه الاستثمارات مكلفة إلى حد ما. أنفقت حكومات الاتحاد الأوروبي ما بين 3% إلى 8% من الناتج المحلي الإجمالي على التعليم في عام 2005، أي بمتوسط يبلغ 5%. غير أن قياس الإنفاق بهذه الطريقة وحدها يقلل إلى حد كبير من التكاليف لأن شكلاً أكثر دقة من التكاليف يجري تجاهله بالكامل: تكلفة الفرصة البديلة للأجور المتنازل عنها بسبب عدم عمل الطلاب في أثناء الدراسة. يقدَّر أن مجموع تكاليف التعليم، بما في ذلك تكاليف الفرص، يبلغ ضعف التكاليف المباشرة. يمكن تقدير الاستثمار في التعليم، بما في ذلك تكاليف الفرص، بنحو 10% من الناتج المحلي الإجمالي في بلدان الاتحاد الأوروبي في عام 2005. بالمقارنة، مثلت الاستثمارات في رأس المال المادي 20% من الناتج المحلي الإجمالي. لذا، فإن الاثنين ذو مقدار متماثل.

### عائدات الاستثمار
يشترك رأس المال البشري المتمثل في التعليم في العديد من الخصائص مع رأس المال المادي. يتطلب كل منهما استثمارًا لإنشائه، وبمجرد إنشائه، يتمتع كل منهما بقيمة اقتصادية. يكسب رأس المال المادي عائدًا نظرًا إلى استعداد الأشخاص لدفع ثمن استخدام جزء من رأس المال المادي في العمل لأنه يسمح لهم بإنتاج مزيد من المردود. لقياس القيمة الإنتاجية لرأس المال المادي، يمكننا ببساطة قياس حجم العائد الذي تستحوذ عليه في السوق. في حالة رأس المال البشري، يكون حساب العائدات أكثر تعقيدًا، ففي نهاية الأمر، لا يمكننا فصل التعليم عن الشخص لمعرفة مقدار إيجاره. للالتفاف حول هذه المشكلة، يُستدل على عائدات رأس المال البشري عمومًا من الفوارق في الأجور بين الأشخاص ذوي مستويات التعليم المختلفة. حسب هول وجونز من البيانات الدولية فإن عائدات التعليم تبلغ في المتوسط 13.4% سنويًا في السنوات الأربع الأولى من التعليم (الصفوف من الأول إلى الرابع)، و10.1% سنويًا في السنوات الأربع التالية (الصفوف من الخامس إلى الثامن)، و6.8% في كل سنة بعد ثماني سنوات. لذا، يمكن التوقع بأن يكسب شخص ذو 12 سنة من التعليم، في المتوسط،  =3.161 ضعف ما يكسبه شخص لم يتلقَ تعليمًا على الإطلاق.

### الآثار على الإنتاجية
على صعيد الاقتصاد كله، طبقًا لبعض التقديرات، كان تأثير رأس المال البشري على الدخل كبيرًا إلى حد ما: إذ كانت 65% من الأجور المدفوعة في البلدان المتقدمة مدفوعات لرأس المال البشري، و35% فقط من الأجور للعمالة الأولية. تشكل الإنتاجية الأعلى للعمال ذوي التعليم الجيد أحد العوامل التي تفسر ارتفاع الناتج المحلي الإجمالي، أي ارتفاع الدخل في البلدان المتقدمة. ثمة ارتباط قوي بين الناتج المحلي الإجمالي والتعليم بوضوح بين بلدان العالم. لكن من غير الواضح كم من الناتج المحلي الإجمالي المرتفع يُعزى إلى التعليم. في نهاية الأمر، من المحتمل أيضًا أن تتمكن الدول الغنية ببساطة من تحمل المزيد من تكاليف التعليم.
لتمييز جزء الناتج المحلي الإجمالي المعزو إلى التعليم عن أسباب أخرى، حسب ويل كم من المتوقع أن يرتفع الناتج المحلي الإجمالي لكل دولة استنادًا إلى البيانات المتعلقة بمتوسط التعليم. استند ذلك إلى الحسابات المذكورة أعلاه لهول وجونز بشأن عائدات التعليم. من الممكن رسم الناتج المحلي الإجمالي التي تنبأت بها حسابات ويل، مقابل الناتج المحلي الإجمالي الفعلي، وهو ما يبين أن التفاوت في التعليم يفسر بعض -لا كل- التباين في الناتج المحلي الإجمالي.
أخيرًا، ينبغي النظر في مسألة العوامل الخارجية. عند الحديث عن العوامل الخارجية، عادةً ما يكون التفكير في الآثار السلبية للأنشطة الاقتصادية غير المدرجة في أسعار السوق، مثل التلوث. تعد هذه عوامل خارجية سلبية. لكن هناك أيضًا عوامل خارجية إيجابية، أي آثار إيجابية قد يستفيد منها شخص ما دون الاضطرار إلى دفع ثمنها. يحمل التعليم معه عوامل خارجية إيجابية كبرى: فإعطاء شخص واحد المزيد من التعليم لا يؤدي إلى زيادة إنتاجه فحسب، بل وأيضًا إلى زيادة ناتج من حوله. يمكن للعاملين المتعلمين أن يقدموا تكنولوجيات وأساليب ومعلومات جديدة إلى نظر الآخرين. يمكنهم تعليم الأشياء للآخرين والعمل كمثال. تشمل العوامل الخارجية الإيجابية للتعليم آثار الشبكات الشخصية والأدوار التي يلعبها العاملون المتعلمون.
تشكل العوامل الخارجية الإيجابية الناجمة عن رأس المال البشري أحد التفسيرات التي تفسر لماذا تشارك الحكومات في التعليم. إذا تُرِك الأشخاص وحدهم، فإنهم لن يأخذوا في الحسبان الفوائد الاجتماعية الكاملة للتعليم، أو بعبارة أخرى ارتفاع ناتج الآخرين وأجورهم، لذا فإن المقدار الذي سيختارون الحصول عليه سوف يكون أقل من المستوى الاجتماعي الأمثل.

## التمويل والتوفير
في معظم البلدان، تمول الحكومات التعليم المدرسي بصورة رئيسة وتوفره. يؤدي التمويل العام والتوفير أيضًا دورًا رئيسًا في التعليم العالي. على الرغم من الاتفاق واسع النطاق على مبدأ تمويل الحكومات للتعليم، على المستوى المدرسي على الأقل، فإن هناك نقاشًا كبيرًا حول المدى المرغوب فيه لتوفير التعليم الحكومي. يزعم مؤيدو المدارس الحكومية أن توفير التعليم الحكومي على المستوى العالمي يعزز المساواة في الفرص والتماسك الاجتماعي. يدعو معارضو التعليم الحكومي إلى اللجوء إلى بدائل مثل القسائم المدرسية.

### تمويل التعليم قبل الابتدائي
مقارنة بمجالات التعليم الأساسي الأخرى، ما تزال البيانات القابلة للمقارنة على الصعيد العالمي بشأن تمويل التعليم قبل الابتدائي نادرة. في حين قد لا تؤخذ الكثير من البرامج القائمة غير الرسمية والخاصة في الاعتبار بالكامل، يمكن الاستنتاج من مستوى التوفير أن التمويل قبل الابتدائي ما يزال غير كافٍ، لا سيما عند النظر فيه مقابل الفوائد المتوقعة. على الصعيد العالمي، يمثل التعليم قبل الابتدائي أدنى نسبة من مجموع الإنفاق العام على التعليم رغم التأثير الإيجابي الموثق بشكل كبير الذي تخلفه جودة الرعاية والتعليم في مرحلة الطفولة المبكرة على التعلم لاحقًا وغير ذلك من النتائج الاجتماعية.